# Campionati del mondo di ciclismo su strada 2024 - Cronometro maschile Under-23
La ventottesima edizione della cronometro maschile Under-23 dei Campionati del mondo di ciclismo su strada si è svolta il 23 settembre 2024 su un percorso di 29,9 km, con partenza da Gossau e arrivo a Zurigo, in Svizzera. La vittoria è andata allo spagnolo Iván Romeo, il quale ha completato la prova con il tempo di 36'42"70, alla media di 48,883 km/h, precedendo lo svedese Jakob Söderqvist e lo svizzero Jan Christen.
Sul traguardo di Zurigo 68 ciclisti, dei 69 partiti da Gossau, hanno portato a termine la competizione.

## Ordine d'arrivo (Top 10)

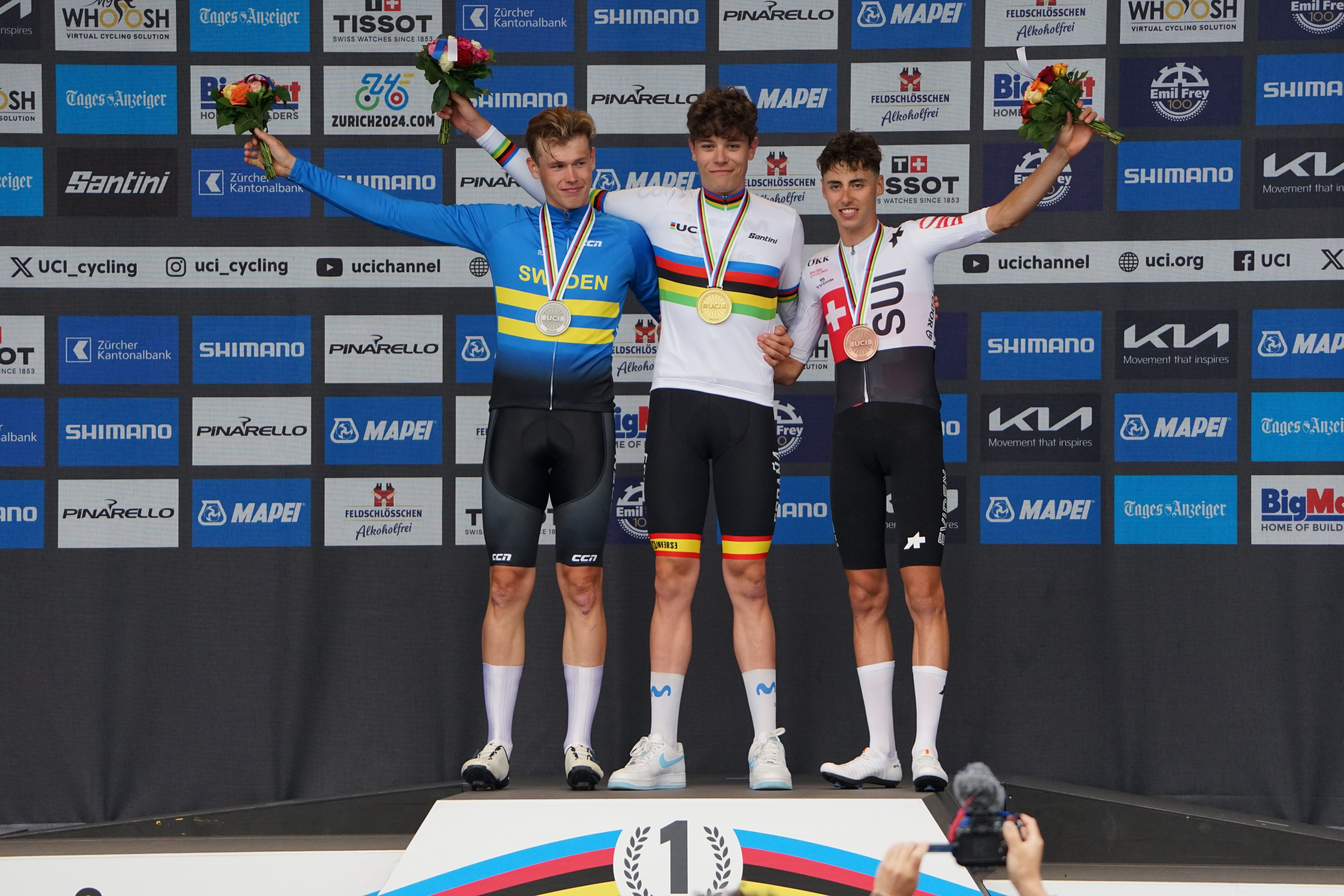
Il podio

| Pos. | Corridore        | Squadra     | Tempo     |
| ---- | ---------------- | ----------- | --------- |
| 1    | Iván Romeo       | Spagna      | 36'42"70  |
| 2    | Jakob Söderqvist | Svezia      | a 32"05   |
| 3    | Jan Christen     | Svizzera    | a 40"68   |
| 4    | Alec Segaert     | Belgio      | a 54"09   |
| 5    | Robin Orins      | Belgio      | a 57"87   |
| 6    | Darren Rafferty  | Irlanda     | a 1'01"52 |
| 7    | Niklas Behrens   | Germania    | a 1'08"23 |
| 8    | Artem Shmidt     | Stati Uniti | a 1'10"04 |
| 9    | Wessel Mouris    | Paesi Bassi | a 1'11"43 |
| 10   | Adam Rafferty    | Irlanda     | a 1'17"67 |